# 목성의 자기권
목성의 자기권(Magnetosphere of Jupiter)은 목성의 자기장으로 인해 태양풍 속에 발생하는 구멍으로, 태양 방향으로는 수백만 킬로미터, 태양 반대 방향으로는 토성의 궤도에 닿을 정도로 넓게 퍼져 있어, 태양계 행성의 자기권 중 가장 큰 자기권이며, 태양계에서 태양권 다음으로 부피가 큰 구조이다. 자기 모멘트로 볼 때, 목성의 자기권은 지구의 자기권보다 약 18,000배 더 강하다. 목성의 자기권은 1950년대 전파 방출을 통해 존재가 예측되었으며, 1973년 파이어니어 10호가 최초로 직접 관측하였다.
목성 내부의 자기권은 금속성 수소로 이루어진 목성 외핵에서 발생하는 전류에 의해 생겨난다. 위성 이오에서의 화산 활동으로 인해 우주 공간으로 방출되는 이산화 황은 목성 주변에 거대한 기체 원환을 형성하는데, 이 원환은 자기장의 영향을 받아 목성과 같은 각속도로 이동하게 된다. 원환 내의 물질은 자기권 내를 플라스마로 채워, 자기원반이라고 부르는, 팬케이크 모양으로 바꾼다. 지구의 자기장이 태양풍에 의한 영향을 주로 받는 것과 달리, 목성은 자신의 자전과 이오의 영향을 주로 받는다. 목성의 자기권 내 전류가 강하기 때문에, 목성의 극 지방에는 항상 오로라가 발생하며, 전파 방출도 끊이지 않고 계속 일어난다. 이로 인해 목성을 아주 약한 전파 펄사로 볼 수도 있다. 목성의 오로라는 근적외선, 가시광선, 자외선, 엑스선 등 여러 전자기 스펙트럼에서 관측되었다.
자기권으로 인해 목성 주변에는 입자가 갇혀 가속되어, 지구의 밴 앨런대보다 수천 배 강한 방사선대가 생겨나며, 갈릴레이 위성에서는 입자와의 상호 작용으로 화학적 성분이 변화하고, 고리와도 상호작용을 주고받는다. 목성에 있는 방사선대는 미래 유인 탐사에서 심각한 위험 요소로 작용할 것으로 여겨지고 있다.

## 구조

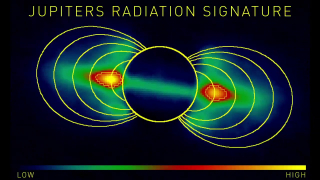
목성 주위의 방사선대.

목성의 자기권은 활모양충격파, 자기권덮개, 자기권계면, 자기 꼬리, 자기원반 등 여러 요소로 구성된 복잡한 구조로, 목성 주위를 둘러싼 자기장은 목성 핵에서의 유체 순환, 목성 주위를 지나는 플라스마의 전류, 자기권계면을 지나는 하전 입자의 흐름 등 여러 원인이 겹쳐 발생한다. 자기권은 태양풍에 의해 덮여 행성간 자기장을 이룬다.

### 내장
목성의 자기장 대부분은 지구처럼 외핵에서의 다이너모로 인해 형성되는데, 지구의 핵은 대부분 용융 상태의 철과 니켈인 반면, 목성의 핵은 금속성 수소로 이루어져 있다. 지구처럼 목성의 자기장도 대부분 쌍극자로, 자기축 끝에 자북극과 자남극이 위치한다. 목성에서는 지구와 반대로, 쌍극자의 북극(자기장이 바깥으로 나가는 극)은 북반구에, 쌍극자의 남극은 남반구에 있다. 목성의 자기장에는 사중극이나 팔중극 등 다른 다중극도 존재하나, 세기는 쌍극자의 10분의 1 이하로 약하다.
목성에서 쌍극자는 자전축에서 약 10° 기울어져 있는데, 이는 지구(11.3°)와 비슷하다. 적도에서 자기장의 세기는 417.0 μT(4.170 G)이고, 이를 통해 계산한 자기 모멘트는 2.83 × 1020 T·m3로, 지구보다 세기는 20배, 자기 모멘트는 2만 배 가량 강하다. 자기장은 대기 밑 부분과 회전 속도가 같으며, 자전 주기는 9시간 55분이다. 1970년대 파이어니어 탐사선의 측정 이래로 2019년까지 자기장의 세기나 구조의 변화는 관측되지 않았으나, 주노 탐사선은 파이어니어 탐사선의 측정 결과와 비교하여 미약한 변화가 일어났음을 밝혀냈다. 목성에는 적도 주변에 흔히 '대청점'이라고 부르는, 쌍극자의 특성을 띄지 않는 지역이 있는데, 이는 지구의 남대서양 변칙과 유사한, 영년 변화의 일종으로 추정하고 있다.

### 크기와 모양
목성의 내장은 태양에서 방출되는 하전 입자의 흐름인 태양풍이 대기와 상호작용하지 않고 흩어지게끔 하여, 태양풍과 다른 플라스마가 존재하기 때문에, 태양풍에 구멍이 뚫린 것처럼 보이게 한다. 이 부분을 자기권이라고 부른다. 목성의 자기권은 태양과 태양의 코로나를 넣어도 공간이 남을 정도로 크며, 지구에서 관측할 경우 1700배 멀리 떨어져 있음에도 불구하고 보름달보다 5배나 크게 보인다.
지구의 자기권과 마찬가지로, 태양풍의 차갑고 밀도가 큰 플라스마와, 목성의 뜨겁고 밀도가 작은 플라스마 사이의 경계선은 자기권계면이라고 부른다. 목성 중심에서 자기권계면까지의 거리는 태양 직하점을 기준으로 45 ~ 100 RJ이며, 태양의 활동에 따라 변화한다. 자기권계면 앞쪽인, 80 ~ 130 RJ 지점에서는 태양풍과 자기권의 충돌로 생겨나는 교란인 활모양충격파가 발생하며, 활모양충격파와 자기권계면 사이는 자기권덮개라고 한다.

자기권의 모습을 나타낸 상상도.
(1) 활모양충격파, (2) 자기권덮개, (3) 자기권계면, (4) 자기권, (5) 북쪽 꼬리, (6) 남쪽 꼬리, (7) 플라스마권 (플라스마 원환 및 플라스마판)

목성 반대편에서는 태양풍으로 인해 자기장이 긴 꼬리 모양으로 늘어나는데, 이를 자기 꼬리라고 부르며, 토성 궤도를 넘어갈 정도로 늘어나기도 한다. 목성에서의 자기 꼬리 구조는 지구와 유사하게, 한 쪽은 태양을 향하고, 다른 한쪽은 목성 반대쪽을 향하며, 둘 사이는 전류판으로 나뉜다.
자기권의 모양은 중립 전류판(자기 꼬리 전류)은 자전 방향대로 흐르고, 꼬리 플라스마판은 자기 꼬리 경계면에서 자전 반대 방향으로 흐르고, 자기권계면 전류는 낮 부분의 자기권계면과 같이 자전 반대 방향으로 흐르는 효과가 합쳐져 나타나며, 이 전류로 유도되는 자기장은 자기권 바깥에서 내장의 효과를 상쇄하고, 태양풍과 상호작용을 주고받는다.
목성의 자기권은 보통 내부, 중앙, 외부 자기권으로 구분한다. 내부 자기권은 목성에서 10 RJ 이내 구역으로, 적도 플라스마판을 따라 흐르는 전류의 양이 적기 때문에 대체로 쌍극자 모양이 유지된다. 중앙(10 ~ 40 RJ)과 외부(40 RJ 이상)에서는 플라스마판과의 상호작용으로 인해 쌍극자가 나타나지 않는다.

### 이오의 역할

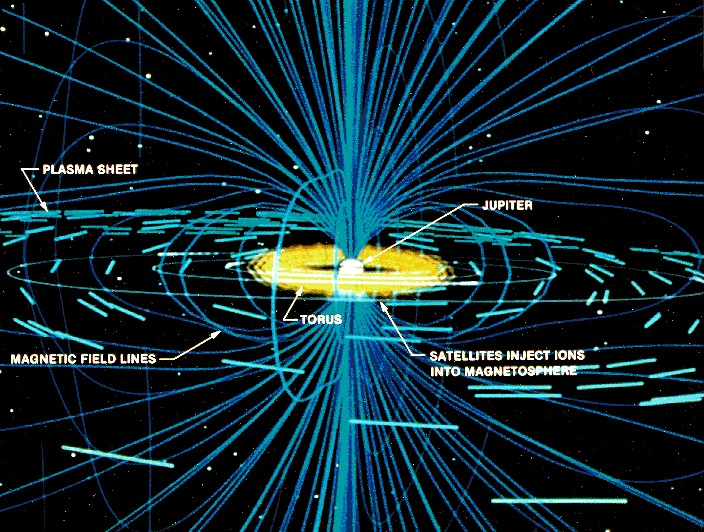
목성의 자기권과 이오 사이의 상호작용. 이오 플라스마 원환은 노란색으로 표시되어 있다.

목성의 자기권은 전체적인 모습이 지구의 자기권과 유사하지만, 행성 근처에서는 양상이 크게 다르다. 화산 활동이 활발한 위성 이오는 자체적으로 플라스마의 유입원으로 작용해, 매 초마다 자기권에 물질 1,000 kg씩을 유입시킨다. 이오에서 화산 활동으로 분출되는 이산화 황은 대부분 전자나 자외선에 의해 이온화 및 해리되어 황 및 산소 이온으로 변화하며, 전자와의 충돌로 전하량이 더 큰 S+, O+, S2+, O2+ S3+ 플라스마를 형성한다. 이 플라스마는 상대적으로 두껍고 차가우며, 이오 궤도 주변에서 목성을 두르게 되는데, 이를 이오 플라스마 원환이라고 부른다. 원환 내 플라스마의 온도는 10 ~ 100 eV(100,000 ~ 1,000,000 K)로, 방사선대 입자의 온도인 10 keV(100,000,000 K)보다 상당히 낮다. 원환 안에 있는 플라스마는 목성과 주기가 같게끔 공공전하게 된다. 이오 원환은 목성의 자기권 구조에 큰 영향을 준다.
플라스마는 확산이나 교환 불안정 등 여러 과정을 거치며 목성 바깥으로 서서히 새나가는데, 목성에서 멀어져도 공공전 상태를 유지하기 때문에 멀어질수록 유속은 커지며, 이로 인해 자기장의 수평 성분은 자전함에 따라 뒤쪽으로 쳐지게 된다. 플라스마의 입자 수는 이오 원환에서 2,000 cm−3이었다가, 거리 35 RJ에서 0.2 cm−3까지 감소한다. 거리 10 RJ 이상인 중앙 자기권에서는 공공전이 깨지기 시작해, 플라스마가 목성보다 느리게 돌게 되며, 거리 40 RJ 이상인 외부 자기권에서는 플라스마가 자기장에 잡히지 않아 자기 꼬리를 통해 자기권을 탈출한다. 차갑고 밀도가 큰 플라스마가 나간 자리는 온도 20 keV (200,000,000 K) 이상인, 뜨겁고 밀도가 작은 플라스마가 외부 자기권으로부터 유입되어 채우게 되는데, 일부는 목성에 가까워질 때 단열과정을 거쳐 내부 자기권에 방사선대를 형성하기도 한다.

### 자기원반
지구의 자기장은 대략 물방울 모양으로 생긴 것과 달리, 목성의 자기장은 원반에 가깝게 편평하며, 축에 대해 주기적으로 진동한다. 원반 모양은 공공전하는 플라스마의 원심력과 뜨거운 플라스마의 열복사압이 목성의 자기력선을 늘려, 20 RJ 너머에서 팬케이크 모양의 구조가 형성되어 만들어지며, 이를 자기원반이라고 부른다. 자기원반은 자기 적도 부근에서 얇은 전류판을 가지고 있으며, 자기력선은 전류판 위에서는 목성 바깥쪽으로 나가고, 아래에서는 목성 안쪽으로 들어간다. 자기원반의 압력은 태양풍의 압력과 평형을 이루기 때문에, 이오에서 방출되는 플라스마가 목성의 자기권 크기를 키울 수 있다. 이오가 없을 경우, 태양 직하점에서의 자기권계면까지의 거리는 기존의 75 RJ에서 42 RJ까지 감소하게 된다.
자기원반은 적도 플라스마판을 따라 흐르는 고리 전류에 의해 유지되며, 전류와 자기장 사이의 상호작용으로 인해 생기는 로런츠 힘은 공공전 플라스마가 목성을 탈출하지 않게끔 하는 구심력으로 작용한다. 적도 전류판에 있는 고리 전류의 합은 약 9000만 ~ 1억 6000만 암페어로 추정하고 있다.

## 역학

### 공공전 및 방사성 전류

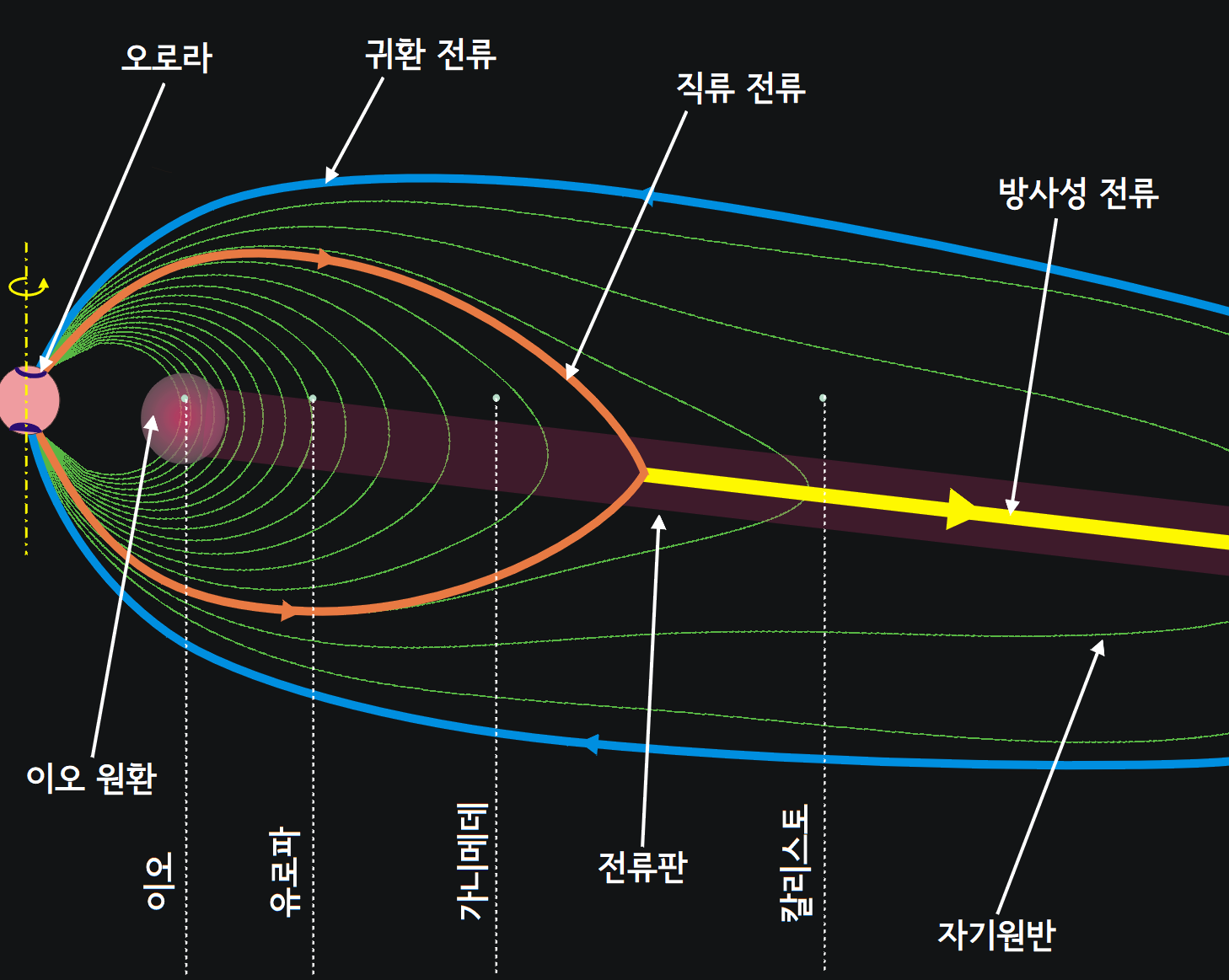
목성의 자기장과 공공전 전류.

목성의 자기권을 만드는 주요 원인은 목성의 자전이다. 목성은 단극 발전기라고 부르는 기계와 비슷하게 볼 수 있다. 목성이 자전하면 전리층이 쌍극자 자기장에 대해 상대적으로 이동하는데, 쌍극자 자기 모멘트는 자전 방향을 향하기 때문에, 운동으로 인해 발생하는 로런츠 힘이 음전하를 띄는 전자를 극으로, 양전하를 띄는 이온을 적도로 보내어, 극은 음전하로, 적도는 양전하로 대전된다. 목성의 자기권 내는 전도성이 높은 플라스마로 차 있기 때문에, 닫힌 전기 회로로서 기능하며, '직류'라고 부르는 전류가 전리층부터 자기력선을 따라 적도 플라스마판까지 흐른 후, 적도에서 급격히 목성 반대 방향으로 흐른 후, 극과 연결된 자기력선을 타고 다시 전리층으로 돌아온다. 방사성 전류가 자기장과 상호작용하여 발생하는 로런츠 힘은 자기권 내 플라스마를 자전 방향으로 가속한다. 이 과정을 통해 자기권 내 공공전 플라스마가 유지된다.
전리층에서 플라스마판으로 흐르는 전류는 플라스마판이 목성보다 느리게 돌 때 강해진다. 공공전은 20 ~ 40 RJ에서 사라지는데, 이 지역이 바로 자기장이 늘어나는 자기원반이다. 자기원반으로 흘러들어가는 직류는 자극에서 위도로 16 ± 1° 거리의 좁은 영역에서 형성되는데, 이 영역은 목성의 오로라 중 주 타원에 해당하는 영역이다. 50 RJ 이상의 외부 자기권에서 흐르는 귀환 전류는 극 주변에서 전리층에 진입하며 회로를 닫는다. 자기권 내 총 방사선 전류량은 6000만 ~ 1억 4000만 암페어로 추정하고 있다.
플라스마가 가속되어 공공전하게 되면 목성의 자전 운동에서 플라스마로 운동 에너지가 이동하게 되며, 이 관점에서 보았을 때, 지구의 자기권은 태양풍이 원동력인 데 비해, 목성의 자기권은 목성의 자전이 원동력으로 작용한다.

### 교환 불안정 및 재결합
목성의 자기권의 구조를 설명할 때 발생하는 문제는 이오 원환에 있는, 거리 6 RJ의 차가운 플라스마가 거리 50 RJ의 외부 자기권까지 이동하는 원리를 해석하는 것인데, 정확한 과정은 밝혀지지 않았지만, 유체동역학에서의 레일리-테일러 불안정과 비슷한 과정인, 교환 불안정에 의해 발생하는 플라스마 확산으로 인한 것으로 추정하고 있다. 목성의 자기권에서는 구심력이 중력의 역할로, 이오에서 나온 플라스마는 무거운 액체, 외부 자기권의 플라스마는 가벼운 액체에 해당한다. 불안정으로 인해 자기권 외부와 내부 사이에 플라스마로 가득 찬 유속관이 형성되어 물질 교환이 일어난다. 빈 유속관은 목성 방향으로 이동하며 동시에 이오 플라스마로 가득 찬 무거운 유속관을 목성 반대 방향으로 밀어낸다. 이러한 유속관의 교환은 자기 난류의 일종이다.

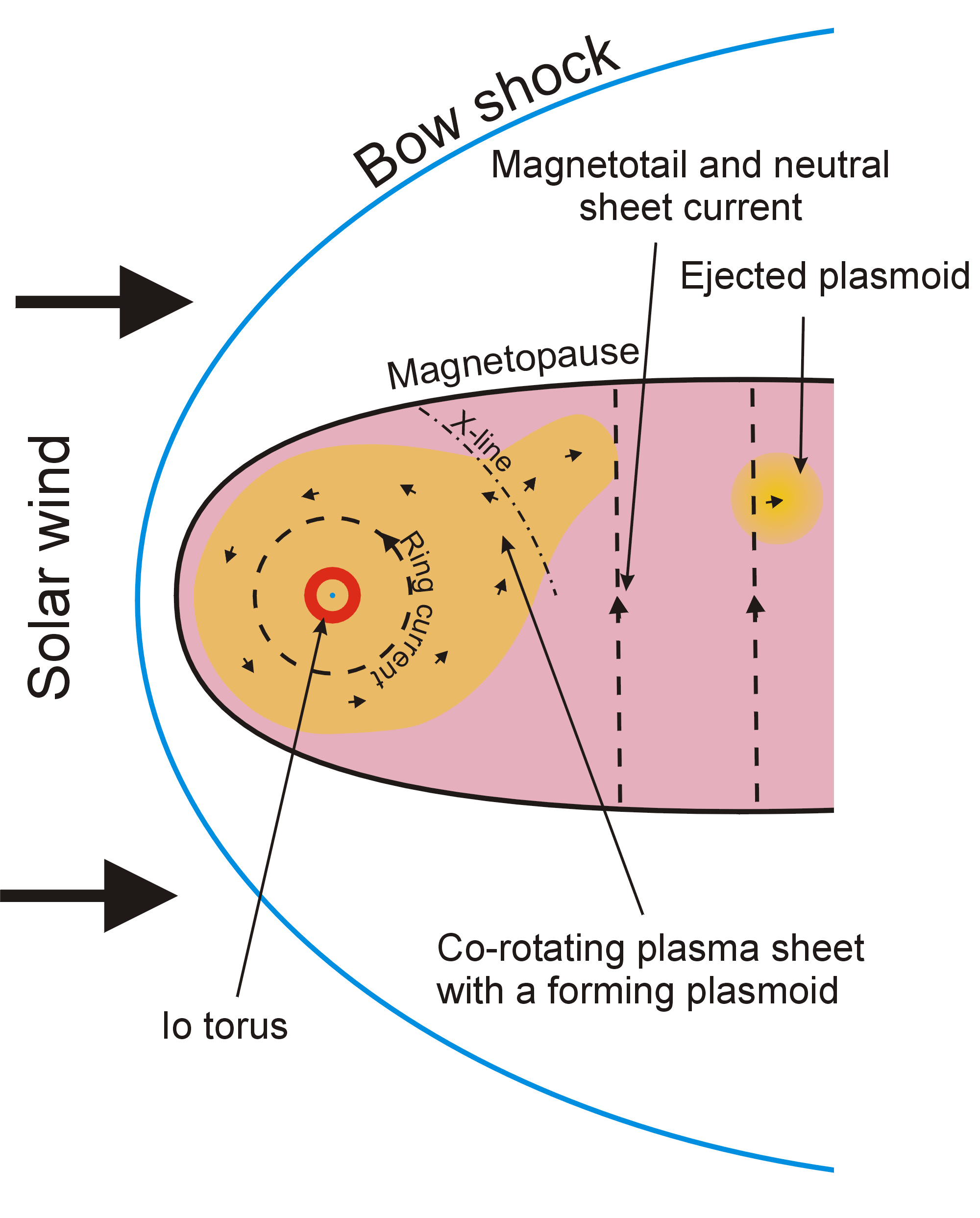
북극 위에서 바라본, 목성의 자기권의 단면.

유속관 이론은 갈릴레오 탐사선이 내부 자기권에서 플라스마의 밀도가 급감하는 지역이 있음을 발견하며 부분적으로 검증되었는데, 밀도가 급감하는 지역은 외부 자기권에서 내려오는 빈 유속관에 해당한다. 갈릴레오 탐사선은 중앙 자기권에서 외부의 뜨거운 플라스마가 자기원반과 충돌하여 하전 입자의 유속과 자기장의 세기가 증가하는, 주입 현상을 감지하였다. 현재까지 차가운 플라스마가 바깥으로 나가는 현상은 관측되지 않았다.
만약 차가운 이오 플라스마가 외부 자기권에 도착하면, 플라스마와 자기장이 분리되며 자기 재결합이 일어난다. 유속관은 뜨거운 플라스마로 채워진 다음 내부 자기권으로 돌아가며, 차가운 플라스마는 플라스마의 덩어리인 플라즈모이드 형태로 자기 꼬리로 방출된다. 갈릴레오 탐사선은 2일에서 3일마다 일어나는 자기 재구성 사건을 관측하였는데, 이 사건이 자기 재결합일 가능성이 있다. 자기 재결합에서는 자기장의 세기와 방향에 급격하고 불규칙한 변동이 일어나며, 플라스마가 공공전을 중단하고 바깥으로 향하는 갑작스러운 변화가 발생한다. 이 현상은 주로 자기권의 밤 부분 중 새벽에 해당하는 부분에서 주로 관측된다. 자기 꼬리의 열린 자기력선을 따라 흐르는 플라스마는 행성풍이라고 부른다.
재결합 사건은 지구의 자기 부폭풍과 유사한데, 차이는 에너지원인 것으로 추정하고 있다. 지구의 부폭풍은 태양풍의 에너지가 자기 꼬리에 저장되었다가 꼬리 내 중립 전류판에서의 재결합으로 인해 에너지가 해방되며 발생하며, 이 과정에서 플라즈모이드가 꼬리를 따라 흐른다. 이에 반해 목성의 자기권은 자전 에너지가 자기원반에 저장되었다가, 플라즈모이드가 자기원반과 분리될 때 에너지가 해방된다.

### 태양풍의 영향

태양풍과 목성의 자기권 사이의 상호작용.

목성의 자기권은 대부분 내부 에너지원에 의존하지만, 태양풍 또한 고에너지 양성자를 공급하는 역할을 가지며, 외부 자기권에서는 낮-밤 간 비대칭 등 태양풍으로 인한 특징이 나타나는데, 특히 밤 쪽에서는 자기력선이 낮 쪽과 반대 방향으로 휜다. 또한 낮 쪽에는 자기 꼬리와 연결되는 열린 자기력선이 있지만, 밤 쪽에서는 자기력선이 닫혀 있다. 이를 통해 태양풍으로 인한 자기 재결합 현상(던게이 주기)이 목성에서도 일어난다고 유추할 수 있다.
태양풍이 자기권에 주는 추가적인 영향은 알려지지 않았으나, 태양 활동이 활발할 때 강해질 가능성이 있다. 오로라에서의 전파, 가시광선, 엑스선 방출, 방사선대에서의 싱크로트론 방사는 태양풍의 압력과 연관을 보여, 태양풍이 자기권 내 플라스마 순환의 원동력일 가능성이 제기되었다.

## 방출

### 오로라
| 방출                           | 목성        | 이오의 위치           |
| ------------------------------ | ----------- | --------------------- |
| 전파 (킬로미터, <0.3 MHz)      | ~1 GW       | ?                     |
| 전파 (헥토미터, 0.3 ~ 3 MHz)   | ~10 GW      | ?                     |
| 전파 (데카미터, 3 ~ 40 MHz)    | ~100 GW     | 0.1 ~ 1 GW (이오 DAM) |
| 근적외선 (탄화수소, 7 ~ 14 μm) | ~40 TW      | 30 ~ 100 GW           |
| 근적외선 (H3+, 3 ~ 4 μm)       | 4 ~ 8 TW    | 30 ~ 100 GW           |
| 가시광선 (0.385 ~ 1 μm)        | 10 ~ 100 GW | 0.3 GW                |
| 자외선 (80 ~ 180 nm)           | 2 ~ 10 TW   | ~50 GW                |
| 엑스선 (0.1 ~ 3 keV)           | 1 ~ 4 GW    | ?                     |

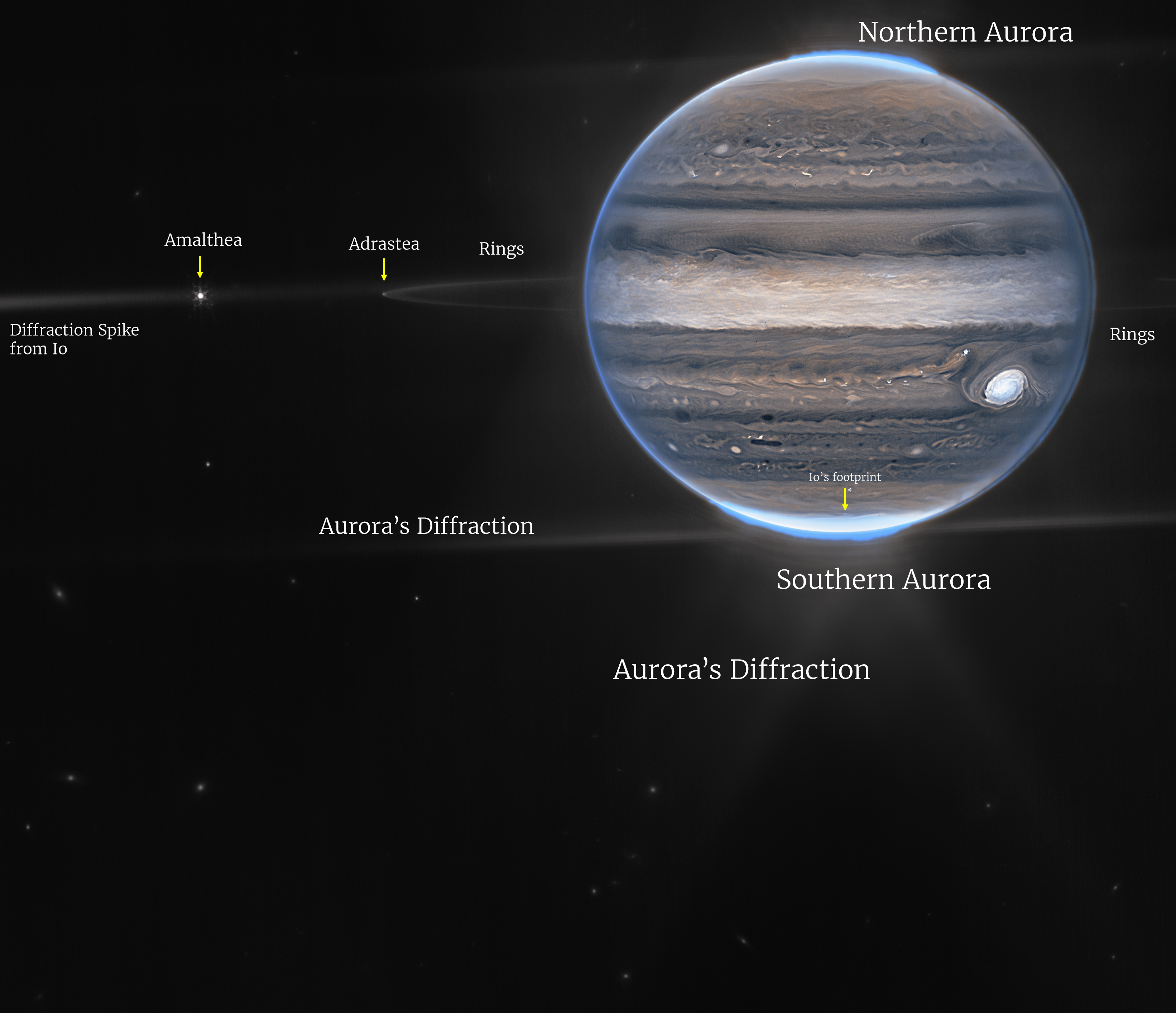
목성의 자기권과 고리를 촬영한 모습에 주석을 붙인 그림. 사진은 제임스 웹 우주망원경의 NIRCam 장비를 사용하여 촬영하였다.

목성 북극에서의 오로라의 모습. 오로라 타원, 극 방출, 위성과의 상호작용으로 인한 반점을 볼 수 있다.

양 극에 있는 오로라의 평균 발생 위치.

목성은 북극과 남극 양쪽에 밝고 지속적인 오로라가 나타난다. 지구에서 오로라는 태양 활동이 활발할 때 일시적으로 나타나지만, 목성에서는 비록 세기가 매일 변화하긴 하지만, 끊기지 않고 계속해서 나타난다. 목성에서의 오로라는, 밝고 너비 1000 km 이하의 좁은 원형 모양으로, 자극에서 16° 대역에 위치한 주 타원(main oval), 전리층과 위성 사이를 연결하는 자기력선이 접촉하는 부분인 위성 오로라 반점, 주 타원 내에 위치한 일시적 극 방출로 나눌 수 있다. 오로라의 방출선은 전파부터 엑스선(3 keV)까지 거의 모든 전자기파에서 감지되며, 보통 중적외선(3 ~ 4 μm, 7 ~ 14 μm)과 자외선(120 ~ 180 nm)에서 제일 강하다.
주 타원은 오로라 중 가장 눈에 띄는 부분으로, 위치와 모양은 대체로 일정하게 유지되나 세기는 태양풍의 압력에 의해 바뀌는데, 태양풍이 강할수록 오로라가 약해진다. 주 타원은 목성의 전리층과 자기원반 플라스마 사이의 전하 퍼텐셜이 감소함에 따라 전자가 유입되기 때문에 유지되며, 퍼텐셜 감소는 적도 플라스마판 바깥의 플라스마가 불안정해지지 않고 옮길 수 있는 전류의 양에 한계가 있기 때문에 발달한다. 여기서 전자는 자기원반에서 플라스마의 공공전을 유지하는 버켈랜드 전류를 데려오며, 에너지는 10 ~ 100 keV이고, 목성 대기 깊은 곳까지 들어가 수소 분자를 들뜬상태로 만들어 자외선을 방출한다. 전리층에 유입되는 에너지의 총량은 약 10 ~ 100 TW이다. 전리층에 흐르는 전류는 줄 가열을 거쳐 뜨거워지는데, 여기서 발생하는 에너지는 300 TW에 달하며, 이 에너지가 오로라의 적외선 방출원과, 목성 열권의 가열원인 것으로 추정하고 있다.
작은 반점은 이오, 유로파, 가니메데와 관련된 것으로 밝혀졌다. 반점은 공공전 플라스마가 위성과 상호작용하여 위성 근처에서 느려지기 때문에 발생하며, 가장 밝은 반점은 플라스마의 주 공급원인 이오에 속하는데, 목성의 전리층에서 이오의 전리층으로 흐르는 알펜파와 관련이 있는 것으로 보인다. 유로파의 반점도 비슷하나 대기가 더 옅고 플라스마 공급량이 적기 때문에 더 어둡다. 유로파의 대기는 이오와 달리 화산 활동이 아닌 얼음의 승화로 인해 발생한다. 가니메데에는 자체적인 자기권이 있으며, 목성의 자기권과 자체 자기권 사이의 상호작용 시 자기 재결합으로 인해 전류가 발생한다. 칼리스토와 관련된 반점은 유로파의 반점과 비슷할 것으로 추정되나, 2019년 6월 한 차례만 관측되었는데, 이는 칼리스토와 연결된 자기력선은 주 타원과 매우 가까운 지역에서 대기와 접촉하기 때문에, 칼리스토의 오로라 반점을 찾기는 어렵기 때문이다.
주 타원에는 일시적으로 밝은 활호와 반점이 나타나는데, 이는 태양풍이나 외부 자기권에서의 상호작용과 관련되어 있는 것으로 추정하고 있으며, 이 지역의 자기력선은 열려 있거나 자기 꼬리에 연결되어 있는 것으로 보인다. 주 타원 안에 2차 타원이 관측되기도 하는데, 열린 자기력선과 닫힌 자기력선 사이의 경계나, 극 지방의 첨점과 관련된 것으로 추정하고 있다. 극에서의 오로라 방출은 지구 극에서의 방출과 비슷하게, 퍼텐셜 감소로 인해 전자가 가속될 때와, 태양과 행성 사이의 자기력선이 재결합될 때 나타난다. 주 타원 내부에서 엑스선 대부분이 방출되는데, 스펙트럼 분석에서는 이온화 산소와 황이 감지되기 때문에, 높은 에너지로 이온화된 산소와 황 이온이 대기로 들어가 발생하는 것으로 추측하고 있다. 이 두 이온의 원천은 불명이며, 자기력선이 열려 태양풍이 유입된다는 현재의 이론과도 일치하지 않는다.

### 전파 대역
목성은 킬로헤르츠 대역부터 수십 메가헤르츠 대역에 걸친 광범위한 전파를 방출한다. 목성에서 방출되는 전파 중 진동수 0.3 MHz 미만(파장 1 km 이상)은 킬로미터 대역파(KOM), 진동수 0.3 ~ 3 MHz (파장 100 ~ 1000 m) 대역은 헥토미터 대역파(HOM), 진동수 3 ~ 40 MHz (파장 10 ~ 100 m) 대역은 데카미터 대역파(DAM)라고 부른다. 셋 중 데카미터 대역파가 제일 처음 관측되었으며, 약 10시간 주기로 반복되는 특성이 있어 목성에서 방출되는 것임을 빠르게 식별할 수 있었다. 데카미터 대역파 중 이오와 관련이 있는 부분은 이오-DAM이라고 부른다.

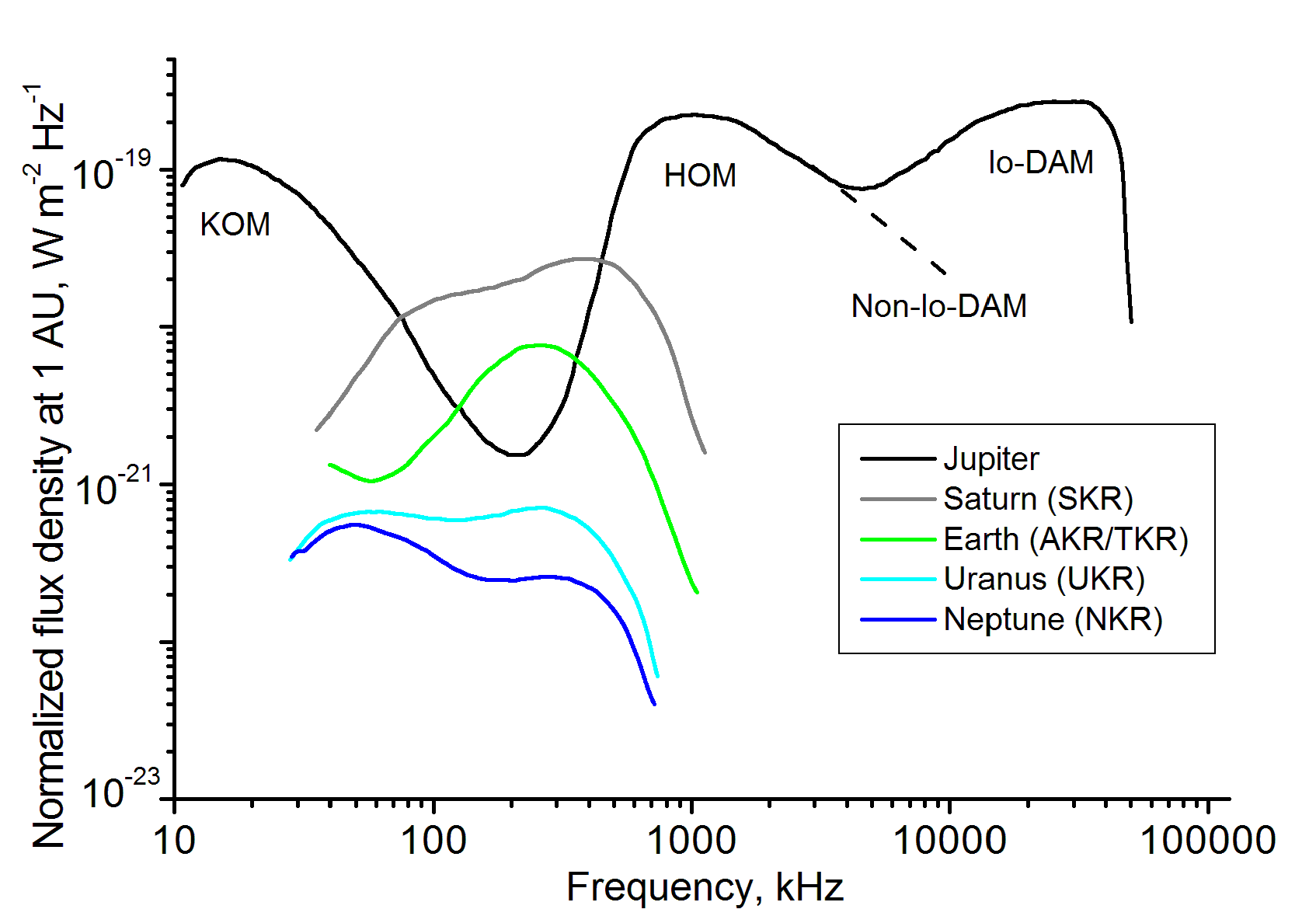
목성의 전파 방출선을 다른 행성과 비교하여 표시한 그림. 다른 행성의 뒤에 붙은 'KR'은 킬로미터 대역파임을 나타낸다.

방출선 대부분은 오로라 지역 근처에서 발생하는 '사이클로트론 분자증폭 불안정'이라고 부르는 기작에 의해 형성되는 것으로 추정하고 있다. 극 지방에서 자기장에 평행하게 이동하는 전자는 대기로 들어가는데, 이 중 수직 속력이 충분히 빠를 경우 자기거울에 의해 반사되어, 속도 분포가 불안정해져, 사이클로트론 진동수에서 전파가 방출된다. 전파 형성에 관려하는 전자는 극에서 자기원반으로 전류를 운반하는 전자로 추측하고 있다. 전파의 방출 세기는 보통 시간에 따라 완만하게 변화하는데, 간혹 짧고 강력한 폭발적 방출이 일어나, 다른 모든 요소보다 강하게 빛나기도 한다. 데카미터 대역에서의 총 방출 일률은 100 GW, 헥토미터와 데카미터 대역을 합친 방출 일률은 10 GW 정도이다. 참고로, 지구의 전파 방출량은 약 0.1 GW이다.
목성에서의 전파 및 입자 방출은 자전의 영향을 크게 받기 때문에, 펄사와 비슷하게 관측된다. 주기적 변동은 자기 모멘트의 기울기와 고위도에서의 자기이상으로 인한 목성의 자기권의 비대칭으로 인해 발생하는 것으로 추정하고 있다. 목성에서의 전파 방출은 전파 펄사의 특징과 비슷하며, 규모를 제외한 차이가 없기 때문에, 목성을 매우 작은 전파 펄사로 보기도 한다. 목성의 전파 방출은 태양풍의 압력과 태양 활동에 큰 영향을 받는다.
목성에서는 싱크로트론 방사도 일어나는데, 대역은 0.1 ~ 15 GHz(파장 3 m ~ 2 cm)로, 데시미터 대역파(DIM)라고 하기도 한다. 데시미터 대역파는 내부 방사선대에 갇힌 전자에서 방출되며, 전자의 에너지는 0.1 ~ 100 MeV이며, 주로 방사선을 방출하는 전자의 에너지는 1 ~ 20 MeV이다. 싱크로트론 방사는 상당히 연구가 진척되어 있기 때문에, 1960년대 초부터 목성의 자기장과 방사선대의 구조를 연구하는 데 사용하였다. 외부 자기권에서 유래한 방사선대의 입자는 내부 자기권으로 옮겨갈 때 단열과정을 거쳐 가속된다고 추정하고 있는데, 이 과정이 일어나려면 원래 전자의 에너지가 상대적으로 높아야 하고(>> 1 keV), 기원 자체도 제대로 밝혀져 있지 않다.
목성의 자기권에서는 고에너지 전자와 이온이 방출되는데, 지구 궤도까지 오기도 한다. 입자의 흐름은 한 방향으로 밀집되어 있으며, 전파 방출처럼 자전 주기에 맞추어 변화한다. 이 면에서 목성은 펄사와 유사한 특징을 보인다.

## 고리 및 위성과의 상호작용
목성의 자기권은 고리와 갈릴레이 위성 4개 모두에 영향을 준다. 네 위성은 모두 자기 적도 근처를 돌기 때문에, 자기권 내 플라스마의 원천으로 작용하기도 하고, 플라스마가 표면과 상호작용해 사라지기도 한다. 위성 표면에서는 스퍼터링 원리로 인해 화학적 변화가 일어난다. 플라스마의 공공전으로 인해, 플라스마는 위성의 역행 반구에 주로 영향을 주기 때문에, 위성의 양쪽 표면에는 눈에 띄는 차이가 존재한다.

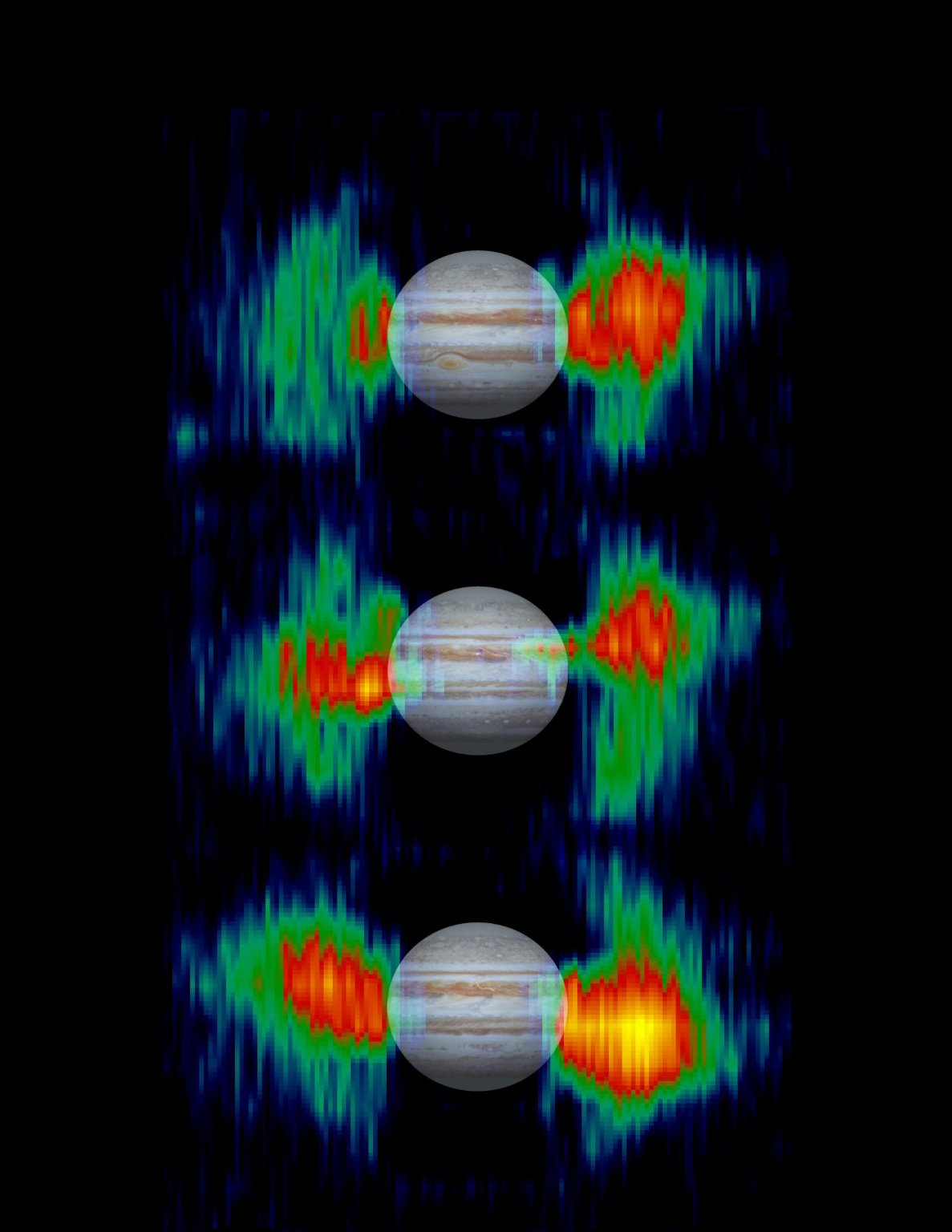
목성의 방사선대가 진동하는 모습.

목성 가까이에서는 고리와 작은 위성이 방사선대에서 10 keV 이상의 고에너지 입자를 흡수하는데, 이로 인해 방사선대에 구멍이 생기고, 데시미터 대역 싱크로트론 복사에 영향을 준다. 목성에 고리가 있다는 이론이 제기된 것도 파이어니어 11호가 목성 근처에 고에너지 이온 수가 급감하는 지역이 있다는 사실을 발견한 시점부터였다. 고리 입자는 태양 자외선을 받아 전하를 얻어, 자기장에 따라 이동하는데, 이동하는 모습은 공공전 이온과 유사하다. 입자의 운동과 공공전 사이의 관계는 가장 안쪽 고리인 헤일로 고리(1.4 ~ 1.71 RJ)의 형성 과정을 설명하는 데도 사용한다. 헤일로 고리의 입자는 경사와 이심률이 큰 궤도를 도는데, 이는 입자가 주 고리에서 목성 쪽으로 이동할 때, 1.71 RJ 거리에서 3:2 로런츠 공명의 영향으로 경사와 이심률이 커지기 때문이다. 헤일로 고리의 안쪽 경계인 1.4 RJ는 2:1 로런츠 공명이 일어나는 위치이다.
갈릴레이 위성 모두에는 기압 0.01 ~ 1 nbar인 옅은 대기가 있어, 전자 밀도가 1,000 ~ 10,000 cm−3인 전리층이 존재할 수 있는데, 차가운 자기권 플라스마는 이 전리층에서 유도되는 전류로 인해 바깥으로 분산되어, 알프벤 날개(Alfvén wing)라고 부르는 쐐기 모양 구조가 만들어진다. 공공전 입자와 위성 간의 상호작용은 금성처럼 자기장이 없는 행성과 태양풍 간의 상호작용 모습과 비슷한데, 공공전 속도는 74 ~ 328 km/s로 음속보다 느려 활모양충격파는 만들어지지 않는다. 공공전 플라스마로 인한 압력은 위성의 대기를 벗겨내며, 대기에 있던 원자 일부는 이온화되어 공공전 플라스마로 합류한다. 이 과정을 거치며 위성 궤도에는 기체 및 플라스마 원환이 생기며, 특히 이오에서 두드러지게 나타난다. 이러한 과정을 통해 갈릴레이 위성은 내부 및 중앙 자기권에 플라스마를 공급한다. 하전 입자는 알프벤 날개의 영향을 거의 받지 않아, 가니메데를 제외한 위성의 표면에 자유롭게 다다를 수 있다.

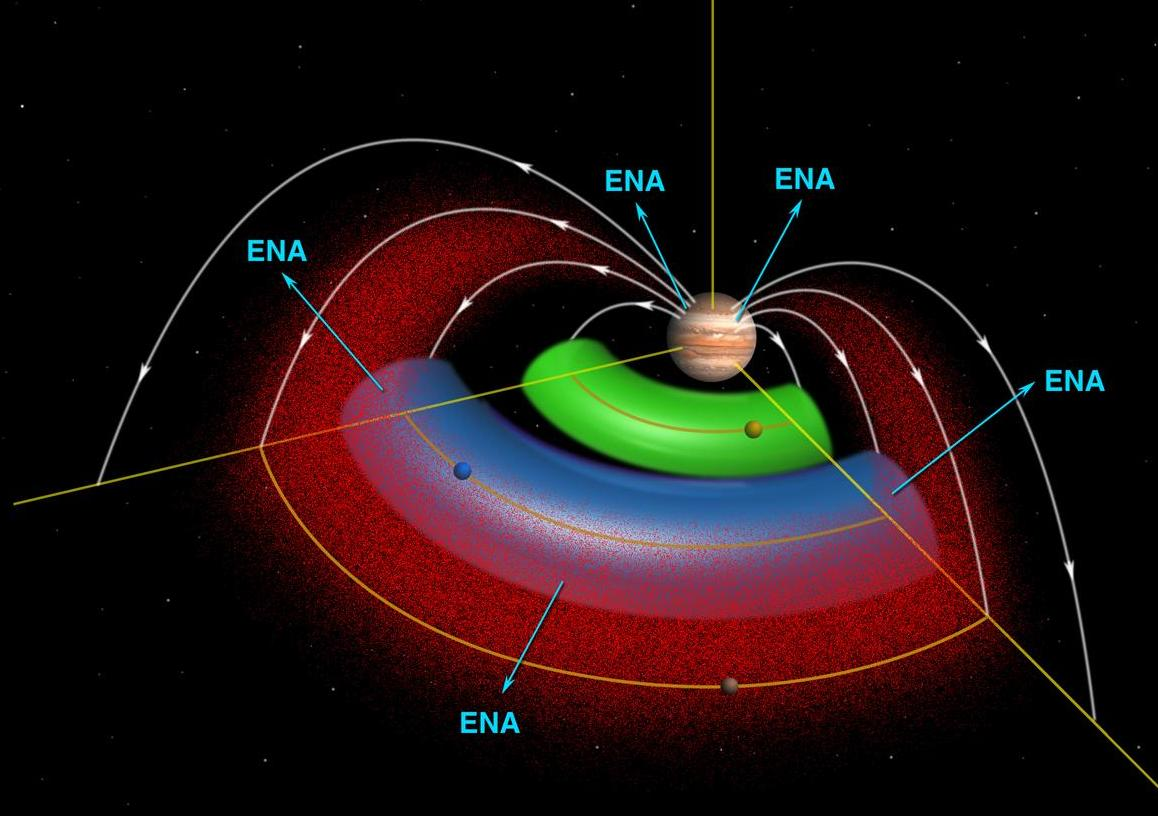
이오와 유로파가 만드는 플라스마 원환.

얼음 위성인 유로파, 가니메데, 칼리스토에서는 목성의 자기장이 변화함에 따라 유도 자기 모멘트가 발생하는데, 이로 인해 주변 자기장의 변화를 상쇄하는 방향으로 위성에 쌍극자 자기장이 발생한다. 유도 자기 모멘트는 세 위성 모두 지하의 염수 바다가 존재하기 때문에 발생하는 것으로 추정하고 있는데, 지하 바다에 생명이 존재할 가능성이 있기 때문에, 갈릴레오 탐사선이 자기 모멘트를 발견한 것이 탐사선의 가장 큰 성과로 받아들여진다.
자체적인 자기 모멘트가 있는 가니메데와 자기권의 상호작용은 다른 위성과 다르다. 가니메데의 내장은 자기권 속에 가니메데 지름의 2배 정도 되는 구멍을 만들어, 자기권 속에 자기권이 만들어진다. 가니메데의 자기장은 공공전 플라스마가 자신의 자기권 주변으로 돌아 흐르게끔 유도하며, 자기력선이 닫힌 적도 지방은 하전 입자로부터 보호받아, 극 지방만 하전 입자의 영향을 받는다. 입자 일부는 가니메데 적도 근처에 잡혀, 방사선대를 형성한다. 또한, 가니메데에 있는 옅은 대기와 전자가 부딪히며 극 지방에서 오로라가 발생하기도 한다.
하전 입자는 갈릴레이 위성 표면에도 상당한 영향을 준다. 이오에서 만들어지는 플라스마는 황과 나트륨 이온을 데리고 목성에서 더 멀어져, 유로파와 가니메데의 역행 반구에 주로 쌓이는데. 칼리스토에서는 알 수 없는 이유로 순행 반구에 황이 모인다. 또한, 플라스마로 인해 칼리스토를 제외한 위성의 역행 반구의 색이 어두워진다. 전자와 이온은 표면에 있는 얼음을 때려, 화합물을 분해하는데, 주로 물이 분해되서 수소와 산소가 생기며, 수소는 빠르게 탈출하기 때문에 위성에 산소 대기가 생겨난다. 여기에 같은 원리로 오존과 과산화 수소도 생겨난다. 만약 표면에 유기물이나 탄산염이 있을 경우, 이산화 탄소, 메탄올, 탄산이 생겨날 수 있고, 황이 있을 경우 이황화 수소와 황산이 만들어질 수 있다. 산소나 오존 등 산화제는 얼음 속에 갇혀 지하 바다로 운반되어, 생명의 에너지원으로 쓰일 가능성도 있다.

## 발견

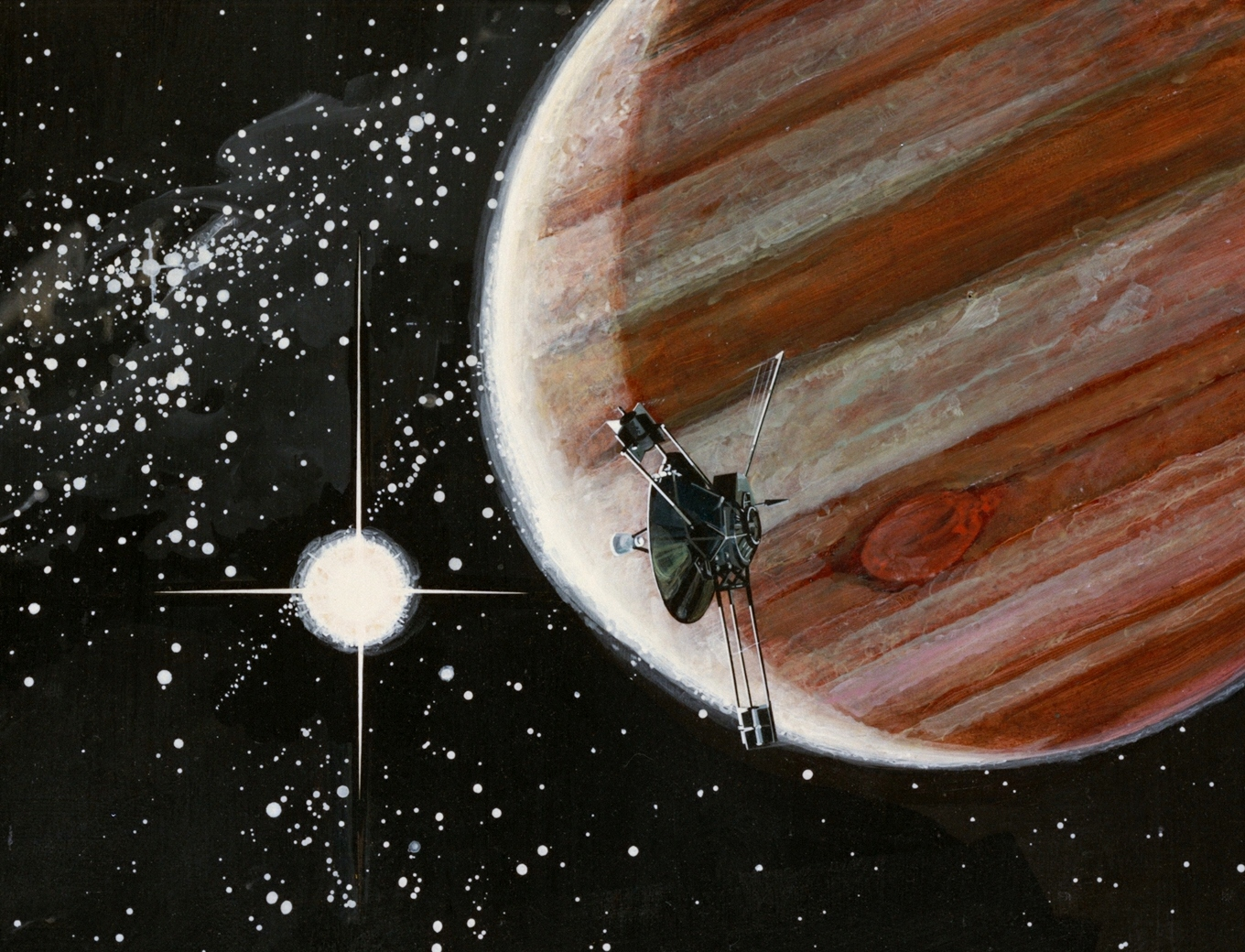
파이어니어 10호는 최초로 목성에서 자기권을 직접 관측했다.

목성의 자기권이 존재한다는 근거는 1955년 목성에서 데카미터 대역 전파가 방출되는 현상을 발견하며 등장했는데, 대역이 40 MHz까지 올라갔기 때문에, 목성에 세기 1 밀리테슬라 (10 가우스)의 자기권이 존재해야만 이 현상을 설명할 수 있기 때문이었다.
1959년 마이크로파 대역(0.1–10 GHz)에서의 관측 결과, 데카미터 대역 전파가 목성의 방사선대에 잡힌 상대론적 전자빔에서 방출되는 싱크로트론 방사임이 밝혀졌으며, 이를 이용해 목성 주변의 전자의 수와 에너지를 측정해, 자기 모멘트의 크기와 회전축 기울기를 추정할 수 있었다.
1973년에는 100배 이내의 범위에서 자기 모멘트의 크기를 추정할 수 있었으며, 기울기의 크기는 10° 정도로 밝혀져 있었다. 1964년 이오에 의한 데카미터 전파의 변조가 밝혀졌으며, 이를 통해 목성의 자전 주기를 정확하게 측정할 수 있었다. 1973년 12월 파이어니어 10호가 목성 주변을 통과하며 자기권의 존재가 확실히 밝혀졌다.

## 1970년 이후의 탐사
2009년 기준, 목성에 도달한 탐사선은 8대가 있으며, 모두 목성의 자기권 연구에 기여하였다. 목성에 처음 도착한 탐사선은 1973년 12월의 파이어니어 10호로, 목성 중심에서 2.9 RJ 떨어진 곳을 지나쳤다. 쌍둥이 탐사선인 파이어니어 11호는 1년 후 경사가 큰 궤도를 따라 도착해, 1.6 RJ 지점까지 접근하였다.

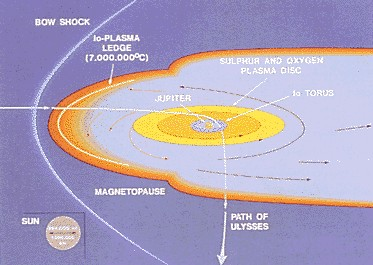
1992년 율리시스 탐사선이 목성의 자기권을 통과한 경로.

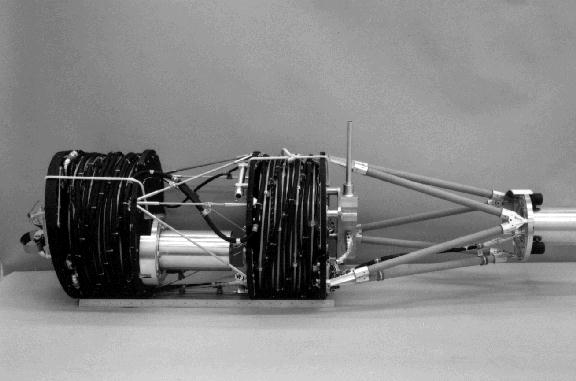
갈릴레오 탐사선의 자기계.

파이어니어 10호는 안쪽 방사선대인 20 RJ 부근을 통과하며, 전자로부터 200,000 라드, 양성자로부터 56,000 라드를 받았다. 탐사선이 받은 방사선의 양은 설계 당시 예상했던 양보다 10배 더 많았기 때문에, 탐사선이 살아남지 못할 것이라고 예상하였으나, 당시 목성의 자기권이 위쪽으로 약간 치우쳐, 탐사선을 비껴갔기 때문에, 사소한 오류를 제외하고는 무사히 통과하였다. 다만 파이어니어 11호는 방사선으로 인해 사진 편광계가 '거짓 명령'을 받아, 이오를 촬영한 사진 여럿을 잃었다. 이후 목성을 탐사한 보이저 계획에서는 높은 방사선을 견딜 수 있도록 설계가 보강되었다.
보이저 1호와 2호는 1979년~1980년에 목성에 도착했으며, 거의 적도면에 일치하게끔 지나갔다. 보이저 1호는 목성 중심에서 5 RJ 떨어진 지점을 지나갔으며, 최초로 이오 플라스마 원환에 접촉했으며, 인간의 치사량의 수천 배에 달하는 방사능을 받은 결과, 이오와 가니메데를 촬영한 고화질 사진 몇 장이 심각하게 열화되었다. 보이저 2호는 10 RJ 거리를 지나갔으며, 적도 전류판을 발견하였다. 다음으로 목성에 도착한 탐사선은 율리시스로, 자기권의 극 지방을 탐사하였다.
1995년부터 2003년까지 목성을 돌았던 갈릴레오 탐사선은 100 RJ에 이르는 넓은 범위를 탐사하였으며, 저기 꼬리 등 여러 지역을 연구하였다. 탐사선은 방사선을 견디긴 했지만, 일부 기술적 문제를 겪었다. 특히, 자이로스코프의 오류가 늘었고, 탐사선의 회전하는 부분과 회전하지 않는 부분 사이에서 아크 방전이 일어나, 16번째, 18번째, 33번째 궤도에서 얻은 자료가 완전히 소실되었다. 방사선으로 인해 갈릴레오 탐사선에 실렸던 결정 진동자에서는 여러 차례 위상 변환이 일어났다.
2000년 카시니가 목성 주위를 지나쳐갈 때는 갈릴레오 탐사선과 합동 관측을 진행하였으며, 2007년 뉴 허라이즌스는 2500 RJ 거리까지 자기 꼬리를 따라가며 탐사를 진행하였다. 2016년 7월 주노 탐사선은 극 지방의 자기장을 탐사하기 위해 목성 궤도에 진입하였다. 목성의 자기권 연구 수준은 지구에서의 연구 수준보다 매우 낮으며, 더 자세한 이해를 위해서는 추가적인 연구가 필수적이다.
2003년 미국 항공우주국은 미래의 외태양계 유인 탐사를 위해 유인 외행성 탐사 (Human Outer Planets Exploration, HOPE) 연구를 진행하였는데, 방사능과 지질학적 안정성을 이유로, 칼리스토의 표면에 기지를 세울 가능성을 제안하였다. 이오, 유로파, 가니메데의 방사능 수준은 인간에 치명적일 정도로 높아, 갈릴레이 위성 중 칼리스토만 유인 탐사의 가능성이 있다.

## 2010년 이후의 탐사

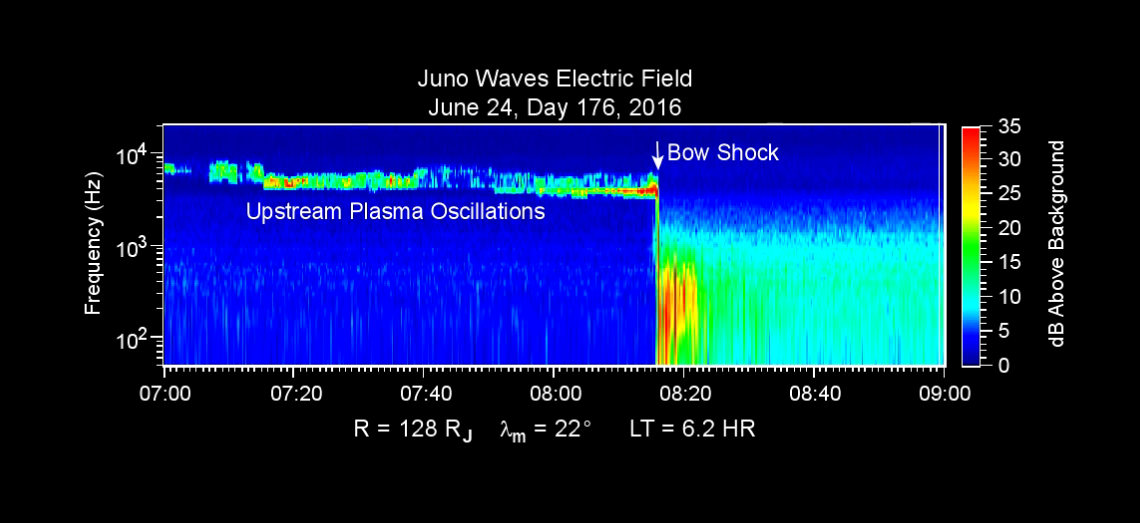
주노가 활모양충격파를 통과할 때의 데이터. (2016년 6월)

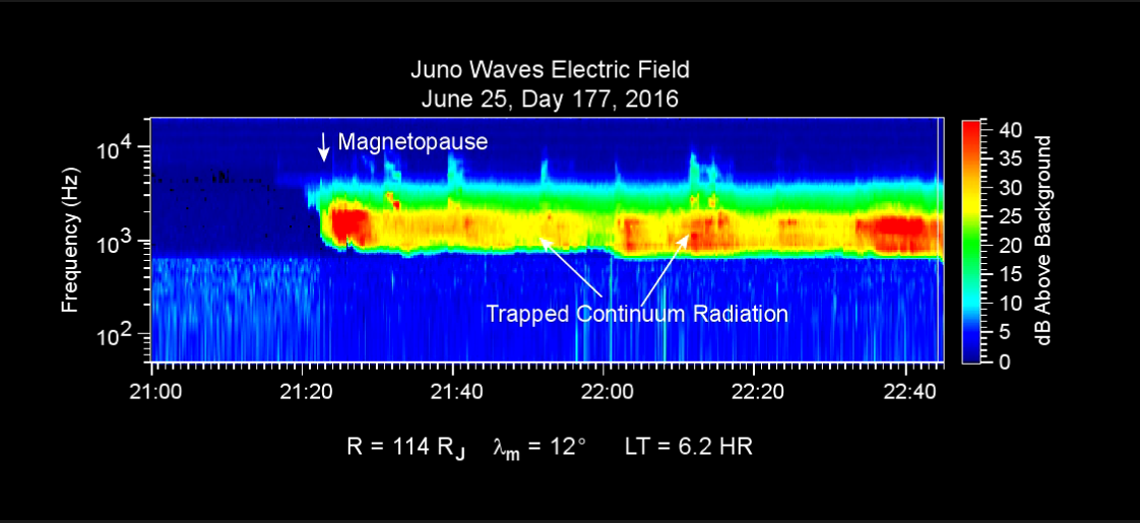
주노가 자기권계면에 진입할 때의 데이터. (2016년 6월)

2011년 발사한 주노 탐사선은 2016년 목성에 도착하였으며, 자기계나 플라스마 감지기 등 자기권 연구를 위한 기기도 싣고 있다.
주노 임무의 주 목적은 극 지방의 자기권을 조사하는 것입니다. 율리시스가 잠시 위도 48도까지 올라가긴 했지만, 이는 상당히 먼 거리(8.6 RJ)였습니다. 그러므로, 목성 자기권의 극 지방은 대부분 미개척지이며, 특히, 오로라 가속 지역은 한 번도 방문한 적이 없습니다. ...— 〈A Wave Investigation for the Juno Mission to Jupiter〉

주노는 목성의 자기장에서 공간적 변화가 많이 나타난다는 사실을 밝혀냈는데, 이는 다이너모 지름이 크기 때문에 나타나는 것으로 추정하고 있다. 2017년 하반기에는 오로라와 얽힌 강한 전류(버켈랜드 전류)가 존재하지 않는다는 사실을 알아냈다.
2023년 4월 발사한 유럽 우주국의 목성 얼음 위성 탐사선은 가니메데의 자기장을 연구할 계획이며, 중국국가항천국의 톈원 4호도 칼리스토나 이오를 연구할 계획이다.